# Jess Park
Jess Park, född den 21 oktober 2001 i Rotherham, är en engelsk fotbollsspelare.

## Karriär
Jess Park inledde sin seniorkarriär i Manchester City år 2017. Under åren 2022 och 2023 var hon utlånad till Everton innan hon återvände till Manchester City. Hon har även representerat den engelska damlandslaget där hon debuterade år 2022. 